# 明石城
明石城（日语：／ Akashi-jō *）是一座位於日本兵庫縣明石市的城。江戶時代，明石城是明石藩的政廳所在地與藩主的住所。日本100名城之一，也被列為國之史跡（城跡）和國家重要文化財（巽櫓・坤櫓）。
明石城當初因本丸中有鶴而被稱作鶴之城，後來儒者片山兼山從中國諺語「天子南面貴春」取出「貴」、「春」兩字，並將「喜」取代「貴」，稱明石城為喜春城。另外，也有一種說法是該名稱來自「春の明石城が素晴らしい」這句話。此外，從殘留的文獻發現，明石城還有錦江城的別名。馬徂常有一古詩是「岷峨山の下、錦、江を成す」，其中將明石城喻為岷峨山，明石港稱為「錦江」。因此，明石城因能眺望錦江而得名錦江城。

## 歷史
元和3年（1617年），德川家康的外孫小笠原忠政因大阪之役的軍功被贈予10萬石，由信濃的松本城移至播磨的船上城，且建立明石藩。翌年，第二代將軍德川秀忠為了牽制西國的大名下令建城，最後選址在畿內、中國、四國這些區域的要衝—播磨明石。
之後，忠政的義父本多忠政擔任指導，對城的設計和建築物的配置都有所干涉。元和5年（1619年）正月，忠政開始建造明石城。同年8月，本丸和二之丸的石垣、三之丸的石垣、土壘和周遭的堀完成。同年9月，開始建築櫓、御殿、城門和牆的作業，用材是從廢城的伏見城和領內的三木城得來的。翌年，完成各建物的工程，忠政入城。
寬永8年（1631年），三之丸的廚房發生火災，本丸遭致燒毀，之後為三之丸西側之內堀圍繞的居屋敷曲輪成為藩主的居館。隔年，小笠原忠政轉封至豐前小倉藩後，分別由戶田松平氏、大久保氏、藤井松平氏、本多平八郎家擔任城主。天和2年（1682年），明石松平氏入封，直到明治維新結束。
明治2年（1869年），遭廢城。外堀也在明治年間被填平。
昭和32年（1957年），坤櫓和巽櫓被列為國家重要文化財。
平成16年（2004年）年，城跡被列為國之史跡。同18年（2006年），被選為日本100名城（58號）。

## 構造
明石城建於能眺望瀨戶內海的人丸山上。西鄰明石川，北靠伊川，南連形成段丘崖的台地。
明石城的本丸以東分別是二之丸、三之丸（後為東之丸），本丸和二之丸之間設有虎口（番之門）跟土橋。本丸西側為西之丸（後為稻荷曲輪），更西側是捨曲輪（後為山里曲輪）。城的北側利用天然形成的谷作為堀，並與鴻之池（後為剛之池）相繫。在本丸、二之丸、東之丸的南側和東之丸的東側分別是南帶曲輪和東帶曲輪。在南帶曲輪的南側是三之丸。
城郭外側的東面、西面、南面是武家屋敷，其中以水堀（中堀）相隔。位在外曲輪的武家屋敷被外堀所圍繞。在外堀外圍的東側和西南側是足輕等下級家臣的屋敷，南側面向西國街道，街道兩旁皆為町屋。寺院集中在靠近河川的西南側，並形成寺町。

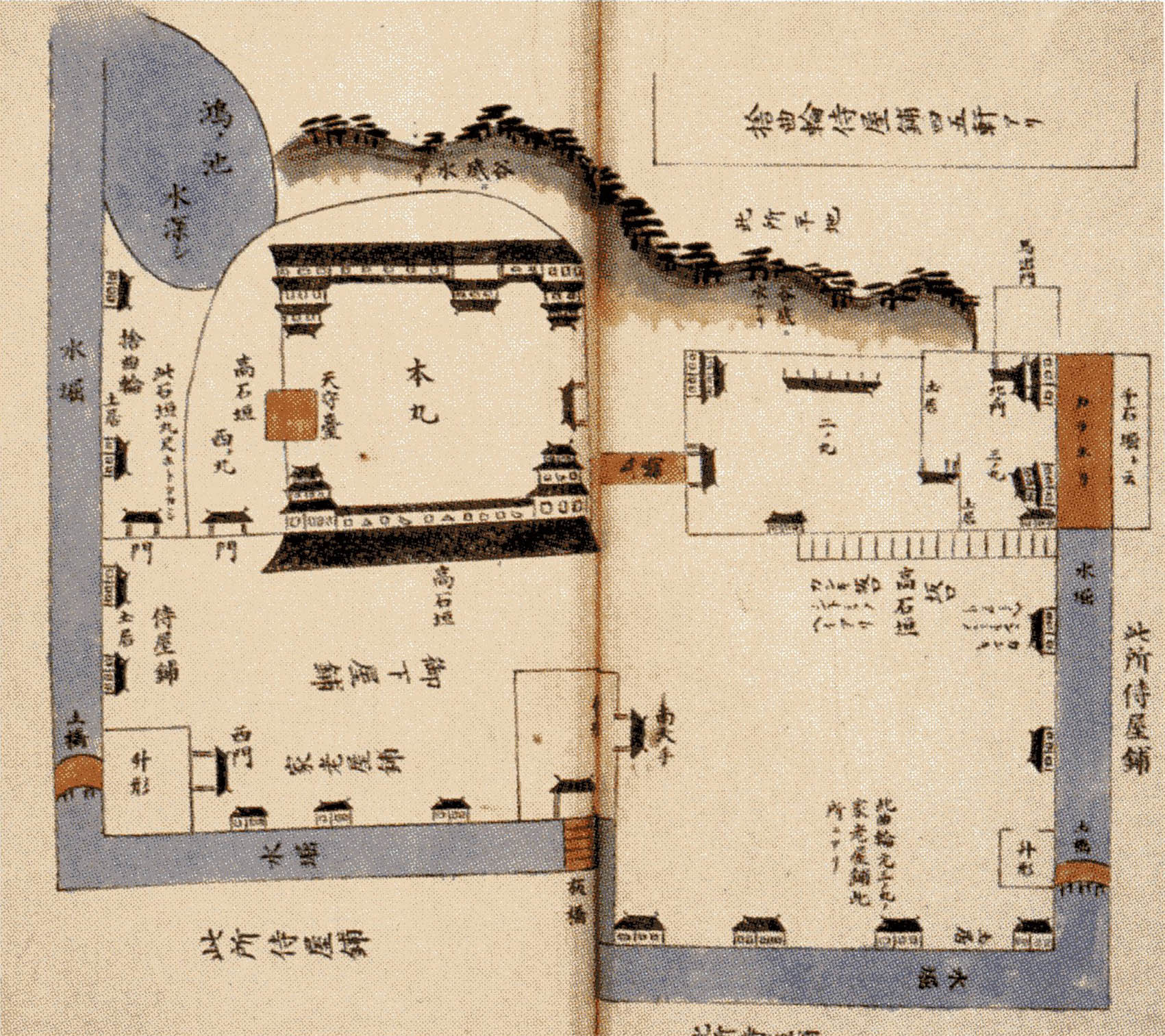
播磨國明石新城圖
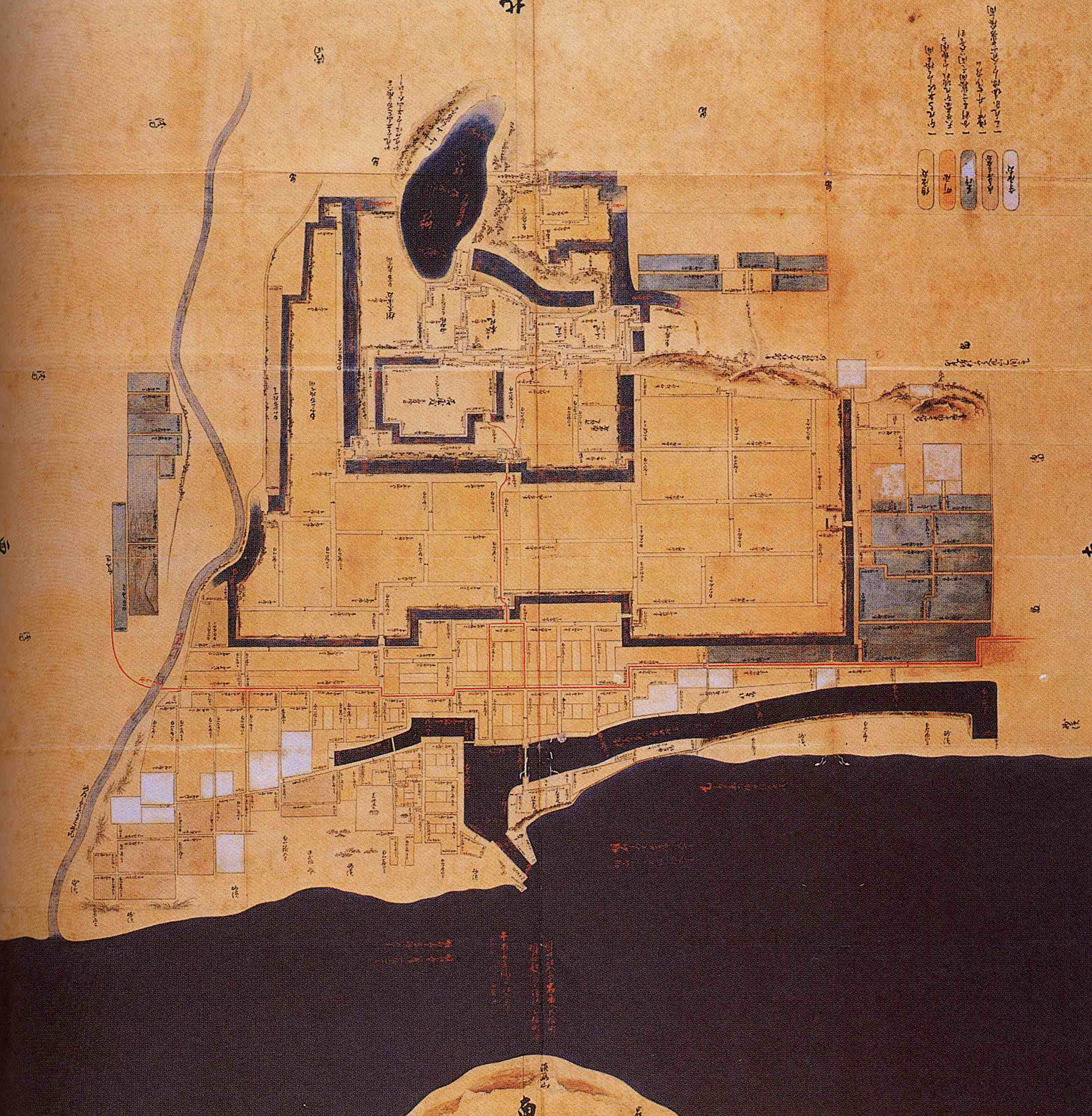
播磨國明石城繪圖

### 本丸

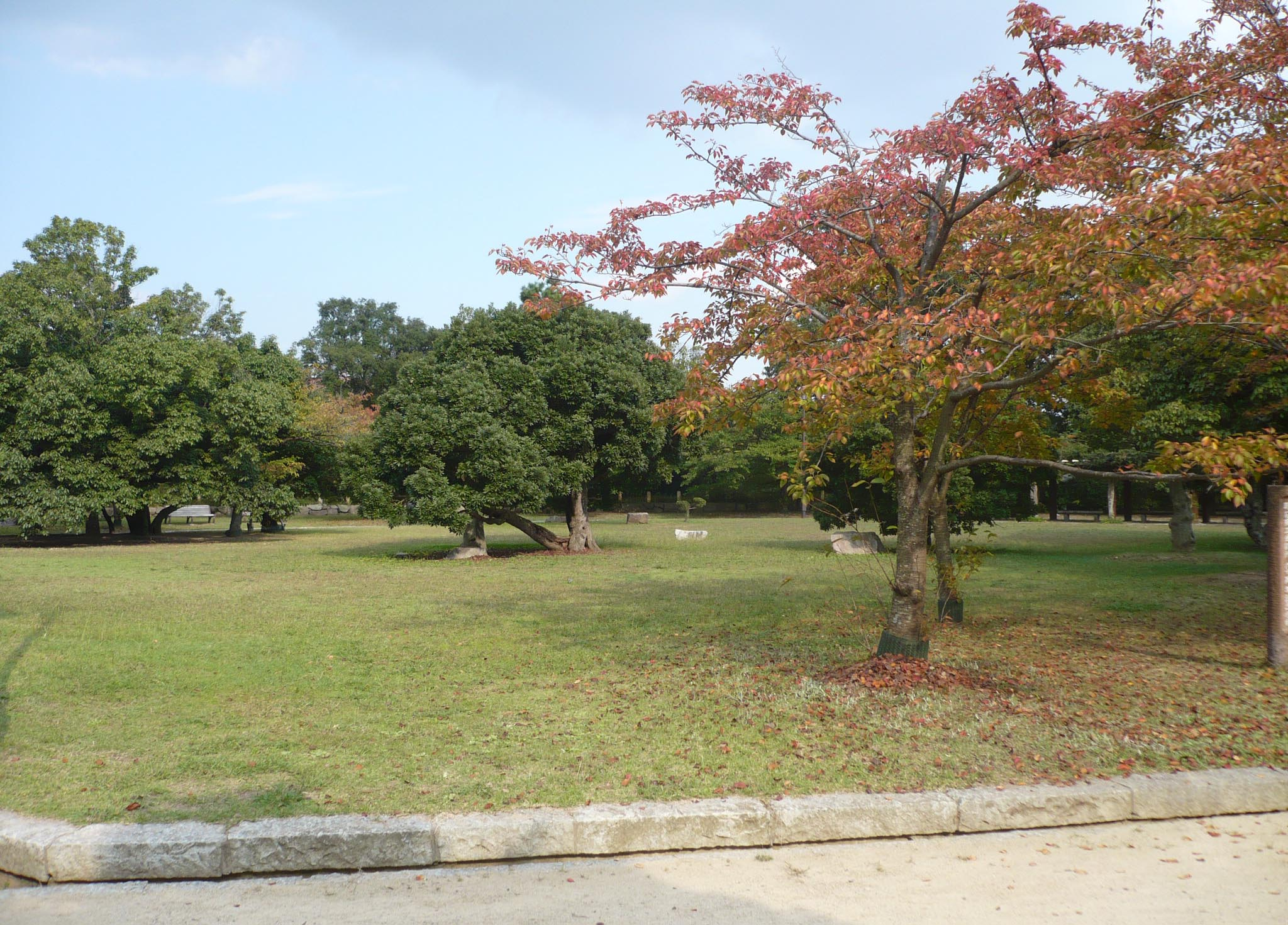
本丸跡

東西114.5公尺、南北116.4公尺、面積約1公頃的梯狀曲輪。當時建於本丸的城主御殿布滿金箔，襖上的畫是以松和小鳥為主題，畫的作者是長谷川等伯的弟子長谷川等仁。本丸四隅皆設有櫓（乾、艮、巽、坤），現今僅存東南隅的巽櫓和西南隅的坤櫓。

#### 艮櫓
長7.27公尺、寬9.09公尺、高11.4公尺的三重櫓，現存的遺構為礎石群、雨落溝、石垣等。礎石的配置為東西3[間]]，南北4間。鋪著玉砂利的雨落溝只設置在西側和南側。依照調查推測，南側為進入該櫓的入口。
與現存兩櫓不同的是，該櫓是在高1.7公尺的盛土上興建，現存兩櫓則是與本丸同高的狀況下建築。

#### 巽櫓

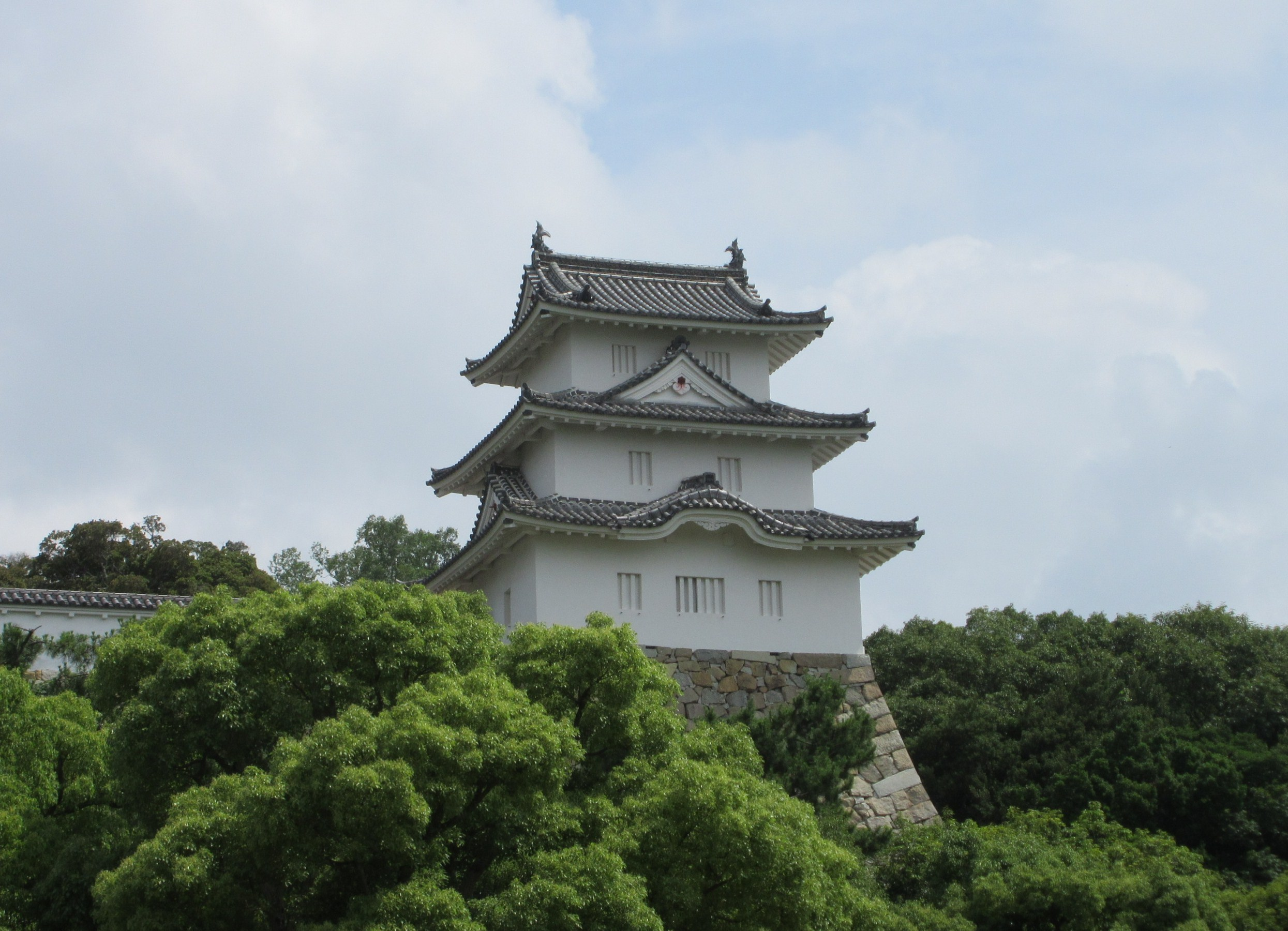
巽櫓

長9.09公尺、寬7.27公尺、高12.19公尺，採入母屋造形式的三層櫓。該櫓是從因一國一城令而廢城的船上城移建過來。與坤櫓相同，因大火而燒毀後再建。昭和57年（1982年），執行大改修，使用當時的最新技術新建。以下是各面的設計：
- 南面

第一層附有弓狀的唐破風，第二層是附有三角形窗戶的千鳥破風，第三層是直線狀的屋頂。
- 東面

對於第三層的山牆，第一層附千鳥破風，第二層是直線狀的屋頂。
- 西面

與東面大致相同，不同的是該面的第二層和第三層並無窗戶。
- 北面

與西面一樣，第二層和第三層並無窗戶。第一層設有入口。

#### 坤櫓

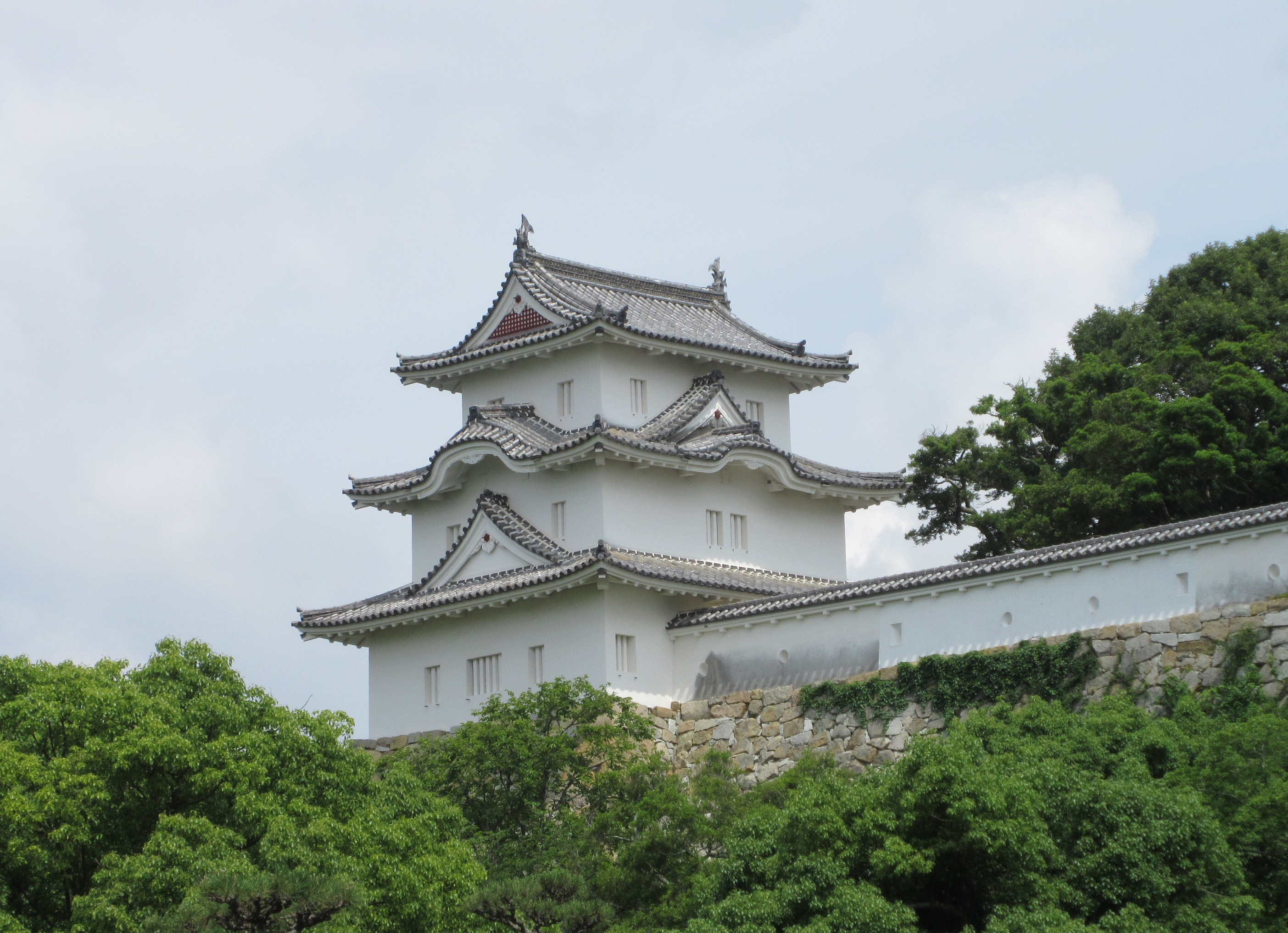
坤櫓

長10.9公尺、寬9.09公尺、高13.6公尺，採入母屋造形式的三層櫓。該櫓是明石城最大規模的櫓，且坐落在西南側，長面設計也朝向西側，推測是監視西邊的大名，也有展示威風的作用。寬永期間因大火而燒毀，之後再建。此外，該櫓傳聞是從伏見城移建過來。以下是各面的設計：
- 南面

第一層是附三角形小窗的千鳥破風，第二層附有弓狀的唐破風，第三層是入母屋。
- 東面

第一層設有入口，該層和第三層的屋頂皆是直線狀，第二層是弓狀的唐破風上帶有三角形的千鳥破風，呈現二重破風的造型。
- 西面

第一層附有唐破風，第二層附有千鳥破風，第三層是直線狀的屋頂。
- 北面

第一層附有千鳥破風。第一層和第三層設有窗戶。

#### 天守台

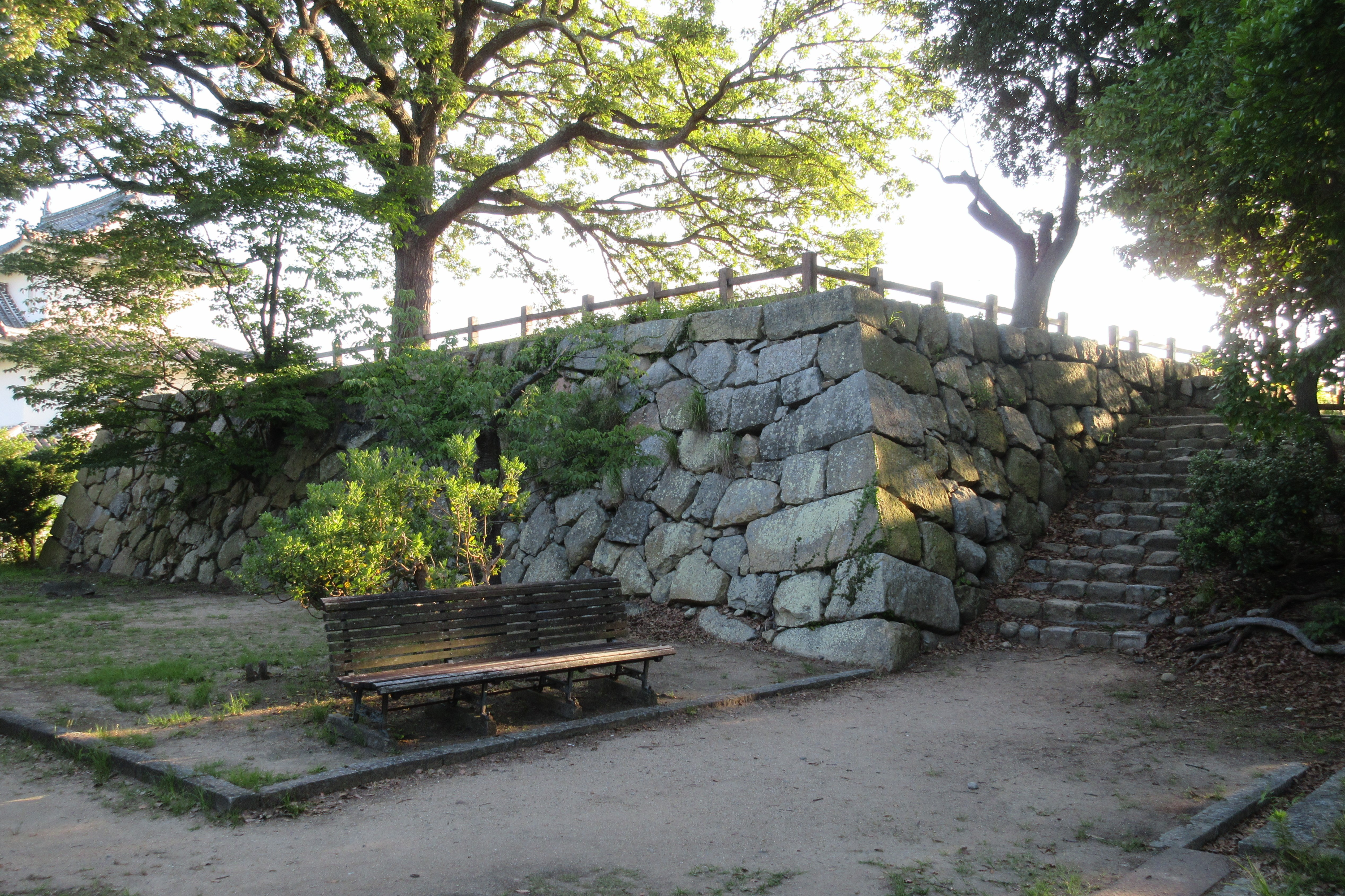
天守台

長25公尺、寬20公尺，約152坪的天守台與熊本城的天守同個規模，具有能建築五重天守的大小。在通往天守台的第一段台階上，發現有使用轉用石（寶篋印塔）。雖然不明曉沒建造天守的原因，但可推斷是避免天守成為敵軍大砲的目標。另外，似乎曾經有將中津城天守移築至此地的計畫。

#### 人丸塚
位在巽櫓跟坤櫓之間，被認為是本丸庭園的築山。在明石城築城前的弘仁3年（812年），空海在該處建立楊柳寺。仁和年間，住持覺證開始祭祀柿本人麻呂。後因築城的關係，該神嗣跟寺廟都遷移至東方，只殘留人丸塚作為城的鎮守。

### 二之丸、東之丸

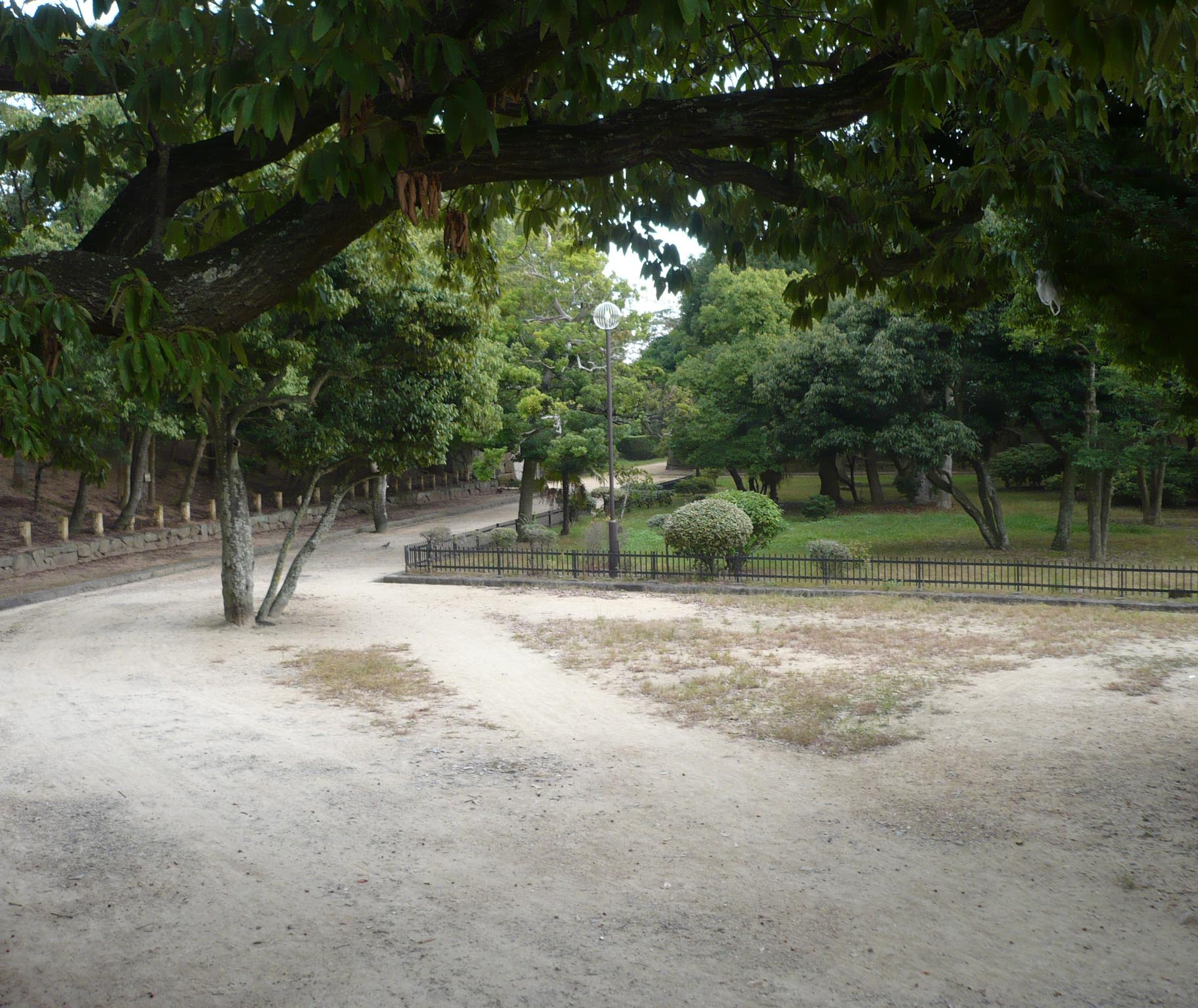
二之丸跡

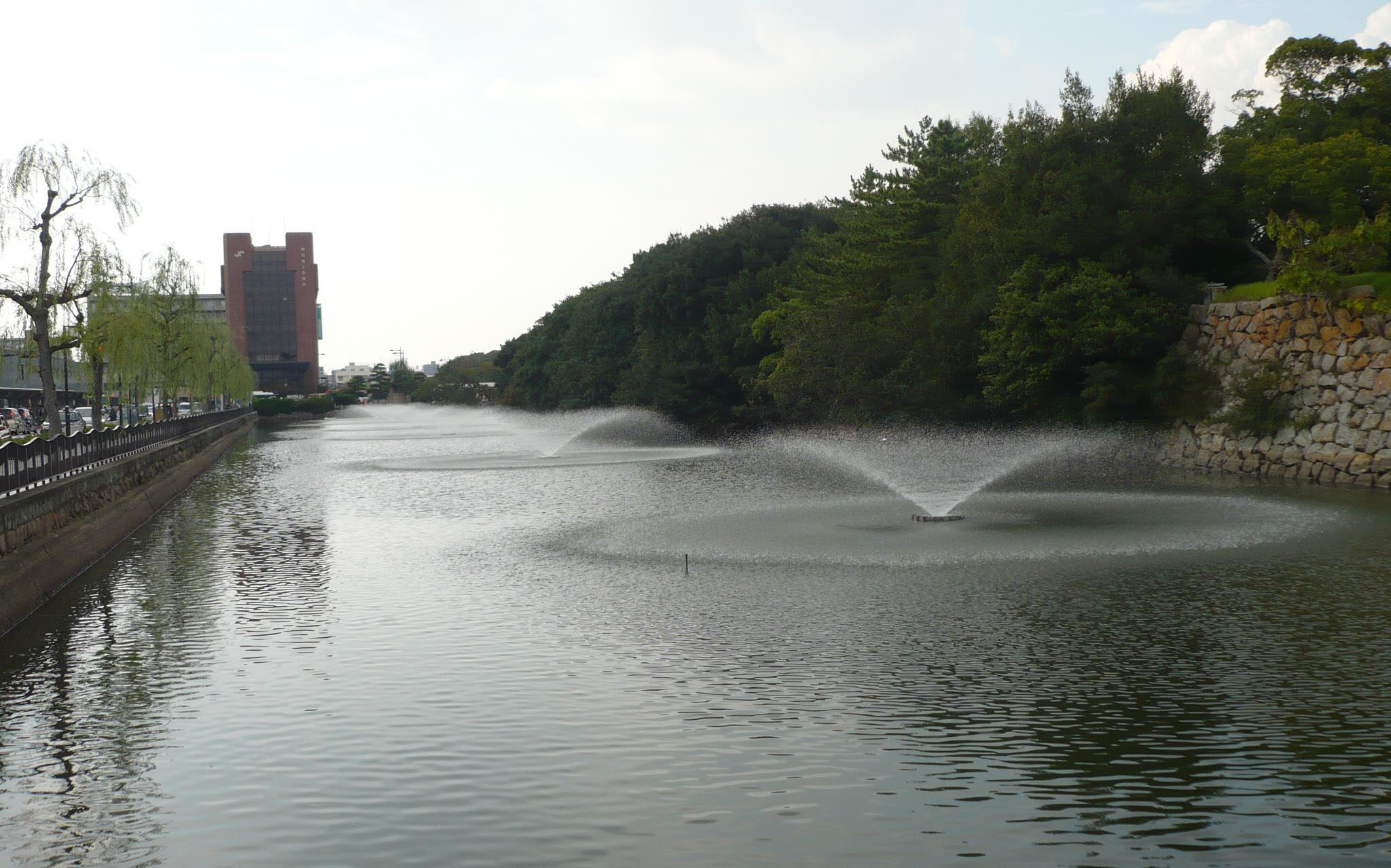
中堀

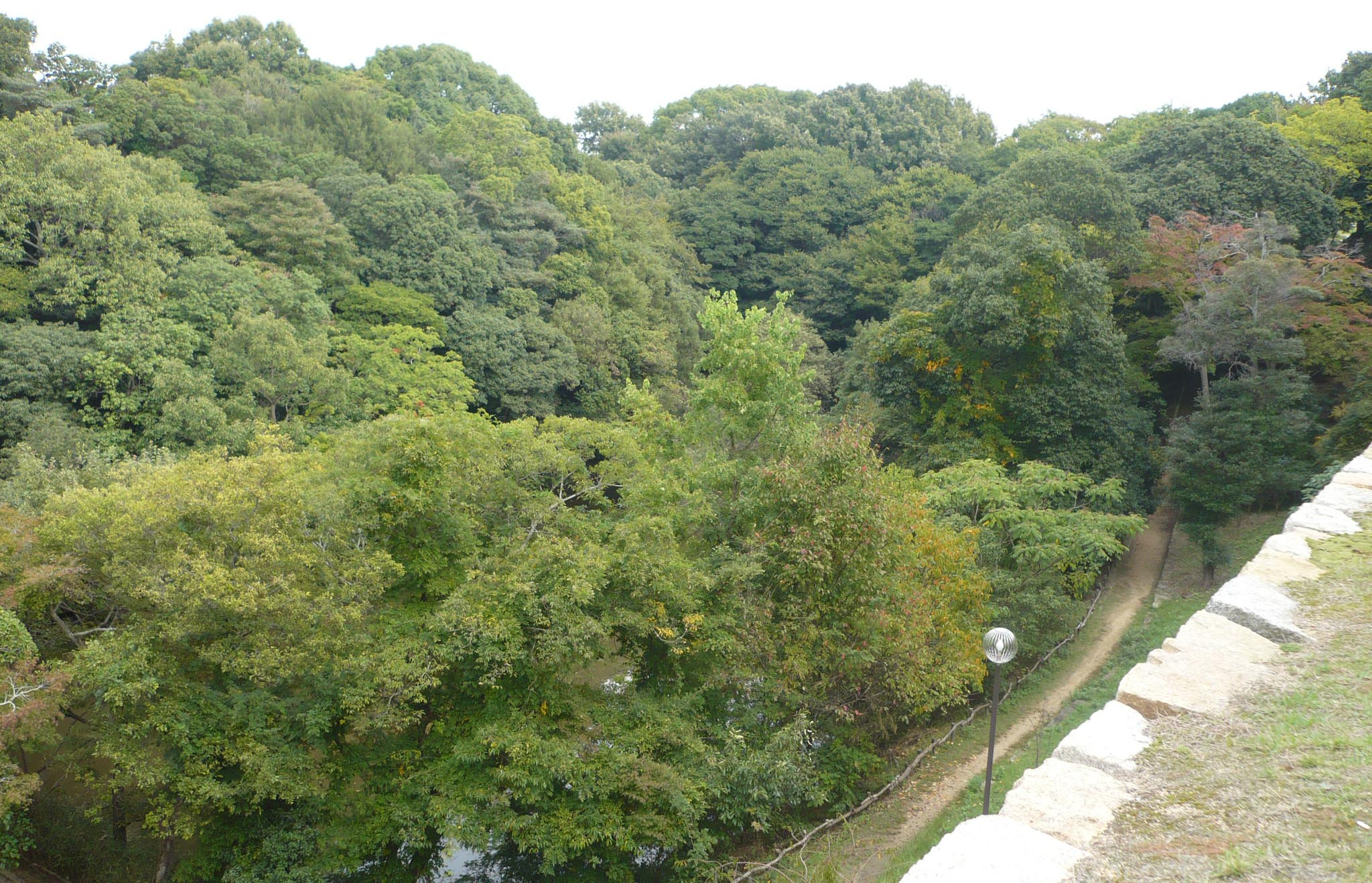
櫻堀

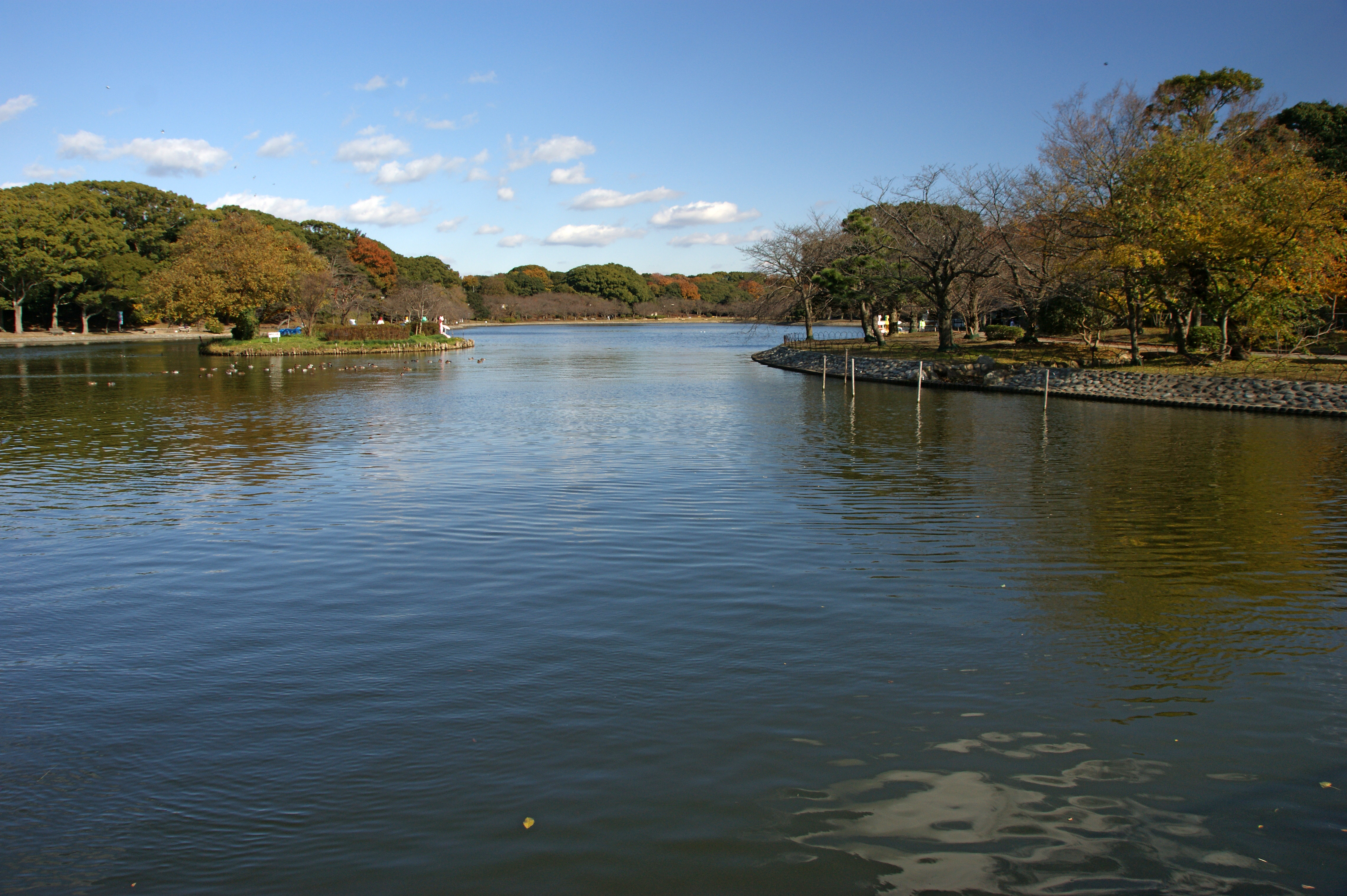
剛之池

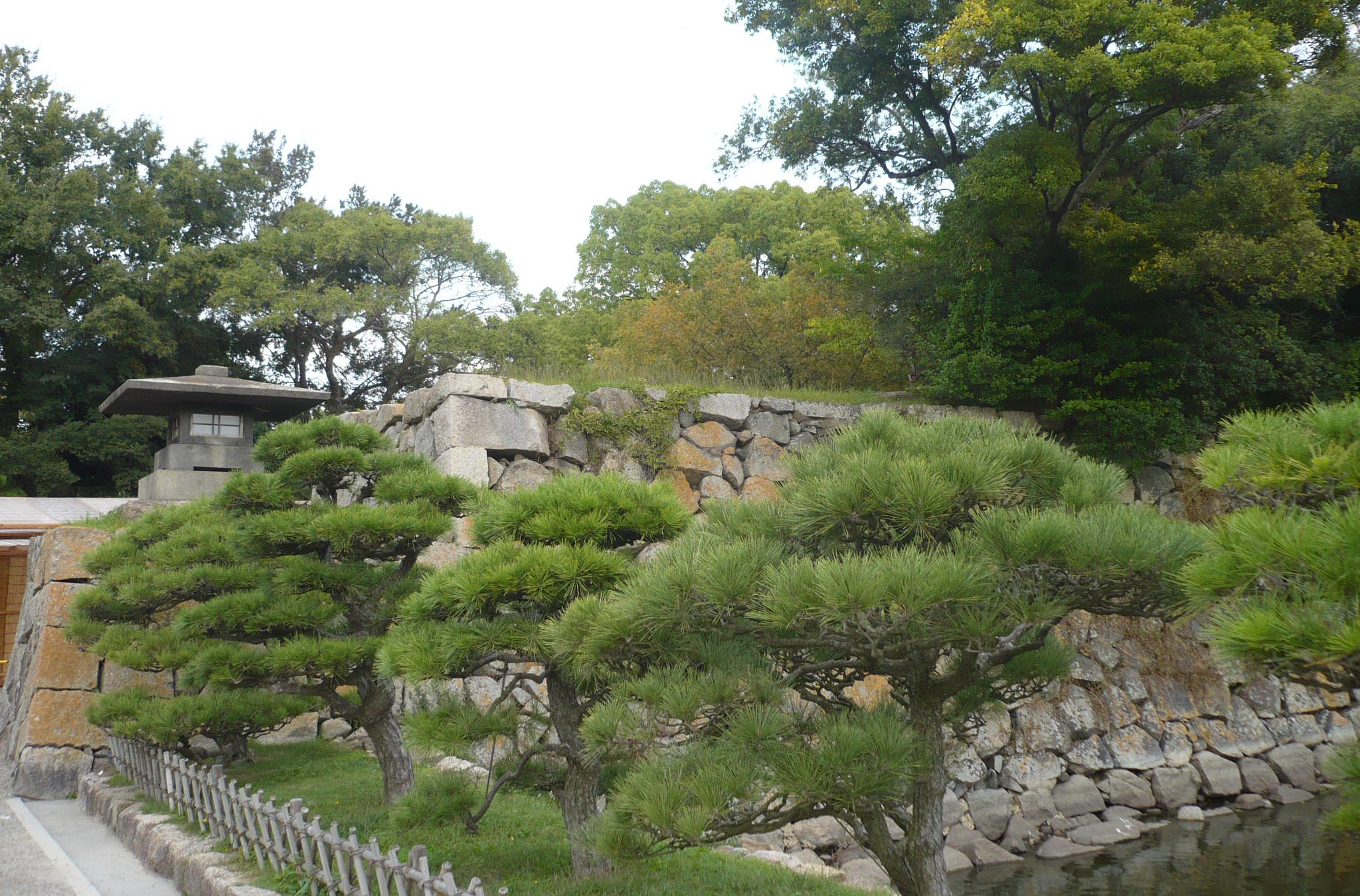
太鼓門跡

二之丸和東之丸以南北方向的石垣劃分，該石垣的南邊設有真之櫓，北邊設有禮之櫓。二之丸西南隅有一枡形門（大之門），該處設有通往南帶曲輪的石段。在東之丸的東南側曾設有角之櫓，現在殘留該櫓的礎石和櫓台的石垣。另外在北側和東側各設有一枡形門（真之門、天之門）。

### 南帶曲輪、東帶曲輪
南帶曲輪位在從東之丸至本丸的南側，設有與三之丸相比高約5公尺的石垣。該曲輪呈東西狹長狀，在最西側設有兩個石段。一個是朝向西面，往內堀方向的石段；另一個是朝向北面，走向稻荷曲輪的石段。
東帶曲輪的東北隅有弁之櫓跡，東端有出之門，西端有與東之丸連結的天之門。

### 稻荷曲輪
因北端設有稻荷祠而得名}}。具有防禦西面的機能，因此在西北隅設置文之櫓，西南隅設置正之櫓。南面、西面、北面皆設有石垣，其中南面石垣的東端殘留城門的遺跡，西端殘留正之櫓的礎石和該櫓台的石垣；北面石垣在中間部分往東北方向延伸，與從本丸北側城門出來的坡道相交，該處設一朝向北方的搦手門（萬之門）。

### 中堀
中堀的範圍是從東北方向的藥研堀和千石堀（現為箱堀）開始，經過東堀、南外堀，最後到西堀。大正7年（1918年），在開園之際將太鼓門處填平，中堀因而被分割。之後大正13年（1924年）的公園擴張和昭和23年（1948年）的陸上競技場建造，西堀的北部被掩埋。

### 櫻堀、剛之池
櫻堀是長245公尺、寬42公尺，位在本丸、二之丸的北側，利用自然地形形成的堀。在本丸石垣下方有以石垣堆積的通道。現今櫻堀因藥研堀的土砂堆積，高度從東至西呈現高至低的走勢。剛之池具有護城河的機能，且是城內最大的池，面積約有1萬坪。

### 三之丸
設置家老屋敷、米藏、戡定所、武具庫等，在西側設有被內堀包圍的居屋敷郭。居屋敷郭在寬永的火災後變為藩主的生活居所，其中可分為表御殿、奧御殿、廚房等。現存南面的大手門（太鼓門）、西南隅的西不明門和東南隅的東不明門。

#### 大手門（太鼓門）
太鼓門正對西國街道。當時設有長20公尺、寬5.5公尺，稱作「太鼓門橋」的木製欄杆橋，與名為「定之門」的高麗門相連。通過定之門後，直角拐彎會看到名為「能之門」的櫓門，該門設有報時的大太鼓。此兩門的設置形成一個稱作「太鼓門」的枡形虎口。
另外在「太鼓門」南邊約300公尺，設有區分城內與町屋的外堀，該處設有監視城內出入的「追手門」。

#### 西不明門、東不明門
位在明石城西南側，三之丸西側的西不明門，因在正常狀況時不會開門而得名。另外因只在城內有不淨之物時才會開門，又名「不淨門」。該門與太鼓門一樣是內枡形，朝向堀的外側門是「中之門」，內側門是「元之門」。大小是太鼓門的兩倍大，為明石城的最大城門。
位在明石城東南側，三之丸東側的東不明門並未設置外門，為外枡形結構。

## 附近遺跡
- 船上城（日语：船上城）
- 高家寺、太寺廢寺（日语：高家寺 (明石市)）

太寺於白鳳期（7世紀後半～8世紀初）建成，平安時期廢寺。江戶時代時，由明石城主小笠原忠政再建天台宗太寺山高家寺本堂。該建物是明石市內現存最古老的佛寺，也被指定為兵庫縣指定有形文化財。
- 長壽院（日语：長寿院 (明石市)）

明石藩主松平家的菩提寺。市指定史跡。
- 月照寺（日语：月照寺 (明石市)）

本為居屋敷郭的正門，後來在明治6年（1873年）遷移作為月照寺山門。市指定有形文化財。
- 織田家長屋門

傳聞是建於17世紀初，由船上城移築至明石城的中堀附近。是現存唯一的明石藩武家屋敷長屋門，也是市指定文化財。

## 註解
1. ↑  二之丸和東之丸在戰爭時作為士兵待的場所，但從歷史紀錄上看未曾使用過。[9]
2. ↑  作為守城時會故意地引敵人進入，以能攻擊和射擊的曲輪。[9]

## 外部連結
- 明石城官方網站 （页面存档备份，存于）
- 明石城 （页面存档备份，存于） - 明石觀光協會
- 織田家長屋門 （页面存档备份，存于） - 明石觀光協會
- 明石城（兵庫縣立明石公園） - 日本政府觀光局
- 明石城 （页面存档备份，存于） - まるごと東はりま
- 明石公園・明石城 （页面存档备份，存于） - 兵庫官方觀光網站
- 兵庫縣立明石公園（明石城） （页面存档备份，存于） - JRおでかけネット